# Code Asuka Kiyomihara
code Ōmi code de Taihō
Le code Asuka Kiyomihara (飛鳥浄御原令, Asuka Kiyomihara-ryō) est une collection de règles de gouvernement compilées et promulguées en 689, une des premières, sinon la première, collection de lois Ritsuryō  du Japon classique. Cela marque aussi l'apparition initiale de l'organe administratif central appelé le Daijō-kan (Conseil d'État) composé des trois ministres — le daijō-daijin (ministre des affaires suprèmes), le sadaijin (ministre de la gauche) et l'udaijin (ministre de la droite).  
En 662, l'empereur Tenji aurait compilé le premier code juridique japonais connu des historiens modernes. Le code Ōmi (Ōmi-ryō), en vingt-deux volumes, est promulgué durant la dernière année du règne de Tenji. Cette codification juridique n'existe plus, mais serait à la base de ce qui est à présent appelé le ritsu-ryō Asuka Kiyomihara  de 689. La compilation commence en 681 sous l'empereur Temmu mais celui-ci meurt en 686 et l'achèvement du code prend quelques années de plus avant qu'il ne soit promulgué en 689. Celui-ci est censé avoir été un précurseur du Taihō ritsu-ryō de 701;
Bien que n'étant pas « finalisé » (ainsi il ne comporte pas de code pénal, un ritsu), le code intègre déjà plusieurs règlements importants (l'enregistrement obligatoire pour les citoyens par exemple) et ouvre la voie au code de Taihō plus complet.